# Scopula concinnata
Scopula concinnata är en fjärilsart som beskrevs av Achille Guenée 1858. Scopula concinnata ingår i släktet Scopula och familjen mätare. Inga underarter finns listade.